# Luc Delahaye
Luc Delahaye (Tours, 1962) es un fotógrafo francés que ha recibido diversos premios por sus trabajos de corresponsal de guerra y que expone sus fotografías en ampliaciones de gran tamaño.

## Biografía
Sus fotografías representan acontecimientos de actualidad, de conflictos o de hechos sociales y las produce en color y en un gran formato. Se caracterizan por su naturaleza frontal y su alejamiento, en un estilo documental frío pero con gran intensidad dramática.
A mitad de los años 80 comenzó su carrera como fotoperiodista y se integró en el personal de la agencia Sipa Press, consagrándose al reportaje de guerra
En 1994 se unió a la agencia Magnum Fotos y a la revista estadounidense Newsweek En 2004 abandonó la agencia Magnum.
Durante los años 1980 y 1990, se distinguió sobre todo en las guerras de Líbano, de Afganistán, de Yugoslavia, de Ruanda y de Chechenia. Sus imágenes de la época están caracterizadas por un enfoque puro y directo; conjunta una proximidad al acontecimiento a menudo peligrosa y un distanciamiento emocional.
Sus preocupaciones se encuentran en series minimalistas publicadas en forma de libros como Portraits/1: un conjunto de retratos de personas sin techo realizados en las máquinas de fotomatón y L'Autre: una serie de retratos tomados en el metro parisino. Con Winterreise exploró las consecuencias sociales de la crisis económica en Rusia. 
En 2001 cesó en su colaboración con la prensa y comenzó en su trabajo actual en el que realiza nuevas exposiciones sobre temáticas actuales empleando grandes formatos en sus imágenes.

## Colecciones públicas con su obra
- Centro Pompidou, París
- Chrysler Museum of Art, Norfolk
- Fondos nacionales de arte contemporáneo, París
- La Casa roja, fundación Antoine-de-Galbert, París
- Fundación Louis-Vuitton, París
- Museo J. Paul Getty, Los Ángeles
- High Museum of Art, Atlanta
- Huis Marsella, Ámsterdam
- Centro Internacional de Fotografía (ICP), Nueva York
- Bank of America, Chicago
- Museo de Arte del Condado de Los Ángeles
- Instituto de Artes de Minneapolis
- Gemeentemuseum Helmond
- Museo de Arte Moderno de París
- MoMA, Nueva York
- Museo de Arte Contemporáneo de Castilla y León
- Galería Nacional de Canadá, Ottawa
- Nacional Media Museum, Bradford
- Nacional Museum of Photography, Copenhague
- Museo de Arte Moderno de San Francisco, San Francisco
- The Margulies Colección, Miami
- Tate Modern, Londres

## Exposiciones personales
- Galería Nathalie Obadia (París, 2014)
- Galería Nathalie Obadia (París, 2011)
- Fotografía de guerra: historia de los conflictos armados y sus secuelas: (Museo de Bellas Artes de Houston, 2012)[5]
- The Getty Center (Los Ángeles, 2007)
- Sprengel Museum Hannover (Hanover, 2006)
- La Casa roja, fundación Antoine-de-Galbert (París, 2005)
- Museo de Arte de Cleveland (2005)
- Huis Marsella (Ámsterdam, 2004)
- Nacional Media Museum (Bradford, 2004)
- Museo de Arte Kunsthal (Róterdam, 2002)
- Kunsthalle Rostock (2002)
- Centre Fotográfico de Isla de Francia (2002)
- Weltkulturerbe Voklinger Hutte (2002)
- Encuentros de Arlés (2001)

## Premio y recompensas
- 1992 : Gran Premio Paris Match del fotoperiodismo[6]
- 1992 : Premio Medalla de Oro Robert Capa[5]
- 1992 : World Press Photo (primer premio, News stories)[7]
- 1993 : World Press Photo (primer premio, People in the News)[7]
- 1994 : Gran Premio Paris Match del fotoperiodismo[6]
- 1997 : Premio del público Bayeux-Calvados de corresponsales de guerra[8]
- 2000 : Premio Leica Oskar Barnack[7]
- 2001 : Infinity Award de fotoperiodismo[7]
- 2002 : World Press Photo (primer premio, News stories)[9]
- 2002 : Premio Niépce
- 2002 : Premio Bayeux-Calvados de corresponsales de guerra[10]
- 2002 : Premio Medalla de Oro Robert Capa[5]
- 2005 : Deutsche Börse Photography Prize[11]
- 2012 : Premio Pictet[5]

## Libros publicados
- Luc Delahaye 2006-2010 (Steidl, 2011)
- History (Chris Boot, 2003)
- Una ciudad (Ediciones Xavier Barral, 2003)
- Winterreise (Phaidon, 2000)
- El Otro (Phaidon, 1999)
- Memo (Hazan, 1997)
- Retratos/1 (Sumario, 1996)

## Otros
- Participación a la película Paris de Raymond Depardon (1998).
- Participación a la película Código desconocido de Michael Haneke (2000) : reportaje en Afganistán y extraídos de « El Otro » (retratos en el metro parisiense)